# Torre Sant Miquel
La Torre Sant Miquel és una obra del municipi de la Garriga (Vallès Oriental) inclosa en l'Inventari del Patrimoni Arquitectònic de Catalunya.

## Descripció
Habitatge unifamiliar aïllat, consta de soterrani, planta baixa i pis. A la part posterior hi ha una torreta. Paret estucades. Les obertures de la planta baixa estan encerclades, mentre a la planta pis s'obren finestres geminades amb arc de mig punt. És interessant l'addició de la primera planta puix s'aconsegueix la integració a l'edifici existent usant la tipologia d'arcs de mig punt que hi ha a la torreta. Cal destacar el mural ceràmic a Sant Miquel.

## Història
L'any 1916, essent la casa propietat de Enriqueta Felip Cintes, s'afegeix la segona planta segons el projecte de Marcel·lià Coquillat, arquitecte.